# Grimsby Town FC
Grimsby Town FC är en engelsk professionell fotbollsklubb i Grimsby, grundad 1878. Hemmamatcherna spelas på Blundell Park, som ligger i grannstaden Cleethorpes. Smeknamnet är The Mariners. Klubben spelar i League Two.
Grimsby Town är den mest framgångsrika av de tre professionella klubbarna i Lincolnshire och den enda av dem som spelat i den högsta divisionen. Klubben hade sin storhetstid på 1930-talet då man spelade i First Division och gick till semifinal i FA-cupen två gånger. Sin bästa ligasäsong gjorde klubben 1934/35 då man blev femma i First Division.

## Historia

Klubbens ligaplaceringar från och med 1892.

Klubben grundades 1878 under namnet Grimsby Pelham FC, men bytte snart namn till Grimsby Town. 1888 gick klubben med i den nybildade ligan "Combination", som dock snabbt lades ned. Året därpå ansökte de om medlemskap i The Football League, men fick avslag och gick i stället med i Football Alliance. 1892 blev Grimsby Town medlemmar av The Football League när ligan utökades till två divisioner. Första matchen var en 2–1-seger mot Northwich Victoria.
1900/01 vann Grimsby Town Second Division och gick för första gången upp i First Division. Det blev dock bara två säsonger där innan man åkte ned i Second Division igen. Efter 1909/10 års säsong, då klubben slutade näst sist i Second Division, blev man inte återvald till The Football League utan tvingades spela i Midland Football League. Den ligan vann man dock direkt och fick återigen en plats i Second Division.
Direkt efter första världskriget åkte Grimsby Town ned i den då nybildade Third Division, och när den året efter delades upp i en nordlig och en sydlig division hamnade Grimsby Town i Third Division North. Den vann klubben säsongen 1925/26 och gick upp i Second Division. Tre år senare blev man tvåa där och gick upp i First Division för andra gången. Denna gång blev det tre säsonger i högsta divisionen innan man åkte ur igen. Redan den andra säsongen där, 1933/34, vann man divisionen och gick upp i First Division för tredje gången.
Detta skulle visa sig vara klubbens storhetstid. Första säsongen i First Division blev man så bra som femma och året efter gick man till semifinal i FA-cupen. Den senare bedriften kopierade man säsongen 1938/39, som var den sista före andra världskriget.
Den andra säsongen efter kriget åkte man ned i Second Division och bara tre säsonger senare åkte man ned i Third Division North. Därefter pendlade Grimsby Town mellan Third och Second Division fram till 1967/68, då man för första gången åkte ned i Fourth Division. 1980/81 var man tillbaka i Second Division, men efter två raka nedflyttningar spelade klubben 1988/89 i Fourth Division. Efter två raka uppflyttningar var man återigen i Second Division 1991/92 och förutom en säsong, 1997/98, man var kvar i näst högsta divisionen till och med 2002/03 års säsong.
Därefter åkte klubben rakt ned i fjärdedivisionen, som då hade bytt namn till League Two. Efter 2009/10 års säsong åkte man ur The Football League för första gången på 99 år och åkte ned i Conference National, men 2016/17 var man tillbaka i "finrummet" igen i League Two.

## Meriter

### Liga
- Premier League eller motsvarande (nivå 1): Femma 1934/35 (högsta ligaplacering)
- The Championship eller motsvarande (nivå 2): Mästare 1900/01, 1933/34
- League One eller motsvarande (nivå 3): Mästare 1925/26 (North), 1955/56 (North), 1979/80
- League Two eller motsvarande (nivå 4): Mästare 1971/72
- Midland Football League: Mästare 1910/11, 1930/31, 1932/33, 1933/34, 1946/47

### Cup
- FA-cupen: Semifinal 1935/36, 1938/39
- Ligacupen: Kvartsfinal 1965/66, 1979/80, 1984/85
- EFL Trophy: Mästare 1997/98
- Football League Group Cup: Mästare 1981/82
- Lincolnshire Senior Cup: Mästare 1885/86, 1888/89, 1896/97, 1898/99, 1899/00, 1900/01, 1901/02, 1902/03, 1905/06, 1908/09, 1912/13, 1920/21, 1922/23, 1924/25, 1928/29, 1929/30, 1932/33, 1935/36, 1936/37, 1937/38, 1946/47, 1949/50, 1952/53, 1967/68, 1972/73, 1975/76, 1979/80, 1983/84, 1986/87, 1989/90, 1991/92, 1992/93, 1993/94, 1994/95, 1995/96, 1999/00, 2011/12, 2012/13, 2014/15

## Svenska spelare
| Namn           | År   | Matcher | Mål |
| -------------- | ---- | ------- | --- |
| Martin Pringle | 2002 | 2       | 0   |
| Ludvig Öhman   | 2019 | 0       | 0   |
| Sebastian Ring | 2019 | 0       | 0   |

Notera att endast ligamatcher är medräknade.

### Webbkällor
- ”History” (på engelska). Grimsby Town FC. https://www.grimsby-townfc.co.uk/club/history/. Läst 27 oktober 2018.